# Seeschlacht vor Port Arthur
Port Arthur (Seeschlacht) – Tschemulpo – Yalu – Nanshan – Te-li-ssu – Hitachi-Maru-Vorfall – Motien-Pass – Tashihchiao – Hsimucheng – Port Arthur (Belagerung) – Gelbes Meer – Ulsan – Korsakow – Liaoyang – Shaho – Sandepu – Mukden – Tsushima – Sachalin
Die Seeschlacht vor Port Arthur (japanisch 旅順口海戦, Ryojunkō Kaisen) fand vom 26. Januarjul. / 8. Februar 1904greg. bis zum folgenden Tag vor Port Arthur zwischen der japanischen Flotte unter Admiral Tōgō Heihachirō und der russischen Flotte unter dem Kommando von Admiral Oskar Wiktorowitsch Stark statt.
Die Seeschlacht markierte den Beginn des Russisch-Japanischen Krieges mit dem japanischen Überfall in der Nacht vom 8. auf den 9. Februar 1904. Die japanische Flotte griff mit Zerstörern die vor Port Arthur liegende russische Flotte in der Nacht und während des folgenden Tages an. Der Überfall endete mit einem Teilerfolg Japans, da diese zwar einige Schiffe für einige Zeit außer Gefecht setzen konnte, aber kein Schiff versenken konnte.
Erst am 10. Februar 1904 erklärte das Japanische Kaiserreich dem Russischen Kaiserreich offiziell den Krieg.

## Vorgeschichte
Die japanische Regierung hatte Admiral Tōgō genehmigt, einen Überraschungsangriff gegen die Russen auszuführen. Während die russische Regierung immer noch Hoffnung schöpfte, eine friedliche Lösung zu finden, waren die Japaner bereits auf Krieg eingestimmt. Diese Einstellung brachte der japanischen Marine einen großen Vorteil. Tōgōs Plan war, mit seiner Flotte nach Port Arthur zu fahren und dem dort stationierten russischen Geschwader einen schweren Schlag zu versetzen. Von Spionen, unter anderen dem britischen Doppelagenten Sidney Reilly und dem Chinesen Ho-Liang-Shung, war Tōgō über die Position der russischen Flotte informiert worden. Er wusste, dass die russischen Schiffe vor der Einfahrt zum Hafen in zwei Reihen längsseits ankerten, geschützt von den Geschützen der umliegenden Forts von Port Arthur. Er wollte mit einem Nachtangriff das Überraschungsmoment nutzen.

## Die Flotten

### Die japanische Flotte
- Linienschiff Mikasa (Flaggschiff)
- Linienschiff Hatsuse
- Linienschiff Shikishima
- Linienschiff Asahi
- Linienschiff Fuji
- Linienschiff Yashima
- Panzerkreuzer Iwate
- Panzerkreuzer Azuma
- Panzerkreuzer Izumo
- Panzerkreuzer Yakumo
- Panzerkreuzer Tokiwa
- 15 Zerstörer
- 20 Torpedoboote

In Reserve:
- Geschützter Kreuzer Chitose
- Geschützter Kreuzer Takasago
- Geschützter Kreuzer Yoshino
- Geschützter Kreuzer Kasagi

### Die russische Flotte
- Linienschiff Petropawlowsk
- Linienschiff Sewastopol
- Linienschiff Pereswet
- Linienschiff Pobeda
- Linienschiff Poltawa
- Linienschiff Zessarewitsch
- Linienschiff Retwisan
- Panzerkreuzer Bajan
- Geschützter Kreuzer Pallada
- Geschützter Kreuzer Diana
- Geschützter Kreuzer Askold
- Geschützter Kreuzer Nowik
- Geschützter Kreuzer Bojarin

## Der Nachtangriff am 8. Februar 1904

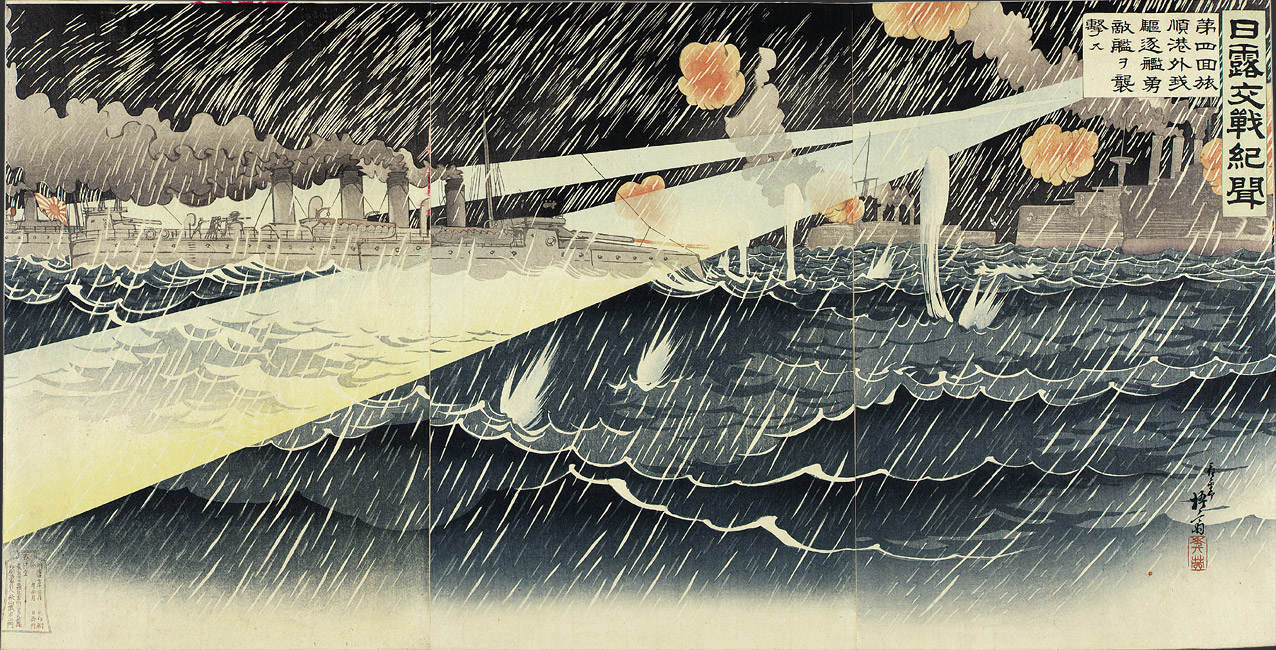
Ein japanischer Zerstörer während des Nachtangriffs auf die vor Port Arthur ankernde russische Flotte, erfasst von russischen Scheinwerfern. Der Originaltext des japanischen Bildes lautet: „Zum vierten Mal greifen unsere Zerstörer in einem mutigen Überraschungsangriff die feindlichen Schiffe vor Port Arthur an“. Künstler Migita Toshihide, März 1904.

Tōgō hatte zwar einen numerischen Vorteil gegenüber der russischen Flotte, doch war diese durch die Landbatterien von Port Arthur geschützt. Aus diesem Grund wollte er seine Linienschiffe und Panzerkreuzer nicht unnötigen Risiken aussetzen und entschloss sich, mit seinen Zerstörern einen Torpedoangriff fahren zu lassen. Tōgō ließ den Kommandanten der Zerstörer der 1. Flottille Kartenmaterial übergeben, das die voraussichtlichen Positionen der russischen Schiffe zeigte. Er wies die Kapitäne an, sich verdunkelt anzunähern, sowie mit geringer Geschwindigkeit zu fahren, damit keine Funken aus den Schornsteinen stöben. Nur während des Angriffs durfte mit maximaler Geschwindigkeit gefahren werden.
Während die Japaner sich perfekt auf den Angriff vorbereitet hatten, war auf russischer Seite genau das Gegenteil der Fall. Die Russen vertrauten ihrer guten Position und folgten der Anweisung des Zaren, den Japanern den ersten Schuss zu überlassen.
Für den Angriff waren die Zerstörer in zwei Flottillen eingeteilt. Die 1. Flottille umfasste die 1., 2. und 3. Zerstörerdivision, während die 2. Flottille die 4. und 5. Zerstörerdivision umfasste. Letzterer Flottille war die Talien-Bucht nordöstlich von Port Arthur als Angriffsziel zugewiesen.
Um 22:30 Uhr sichtete die 1. Flottille die Lichter der patrouillierenden russischen Zerstörer. Sie vermieden Kontakt mit diesen. Dabei kollidierten allerdings zwei japanische Zerstörer miteinander. Kurz darauf sichteten die Japaner die Lichter des Liau-ti-shan-Leuchtturms und hatten so einen Bezugspunkt, von dem aus sie die Positionen der russischen Schiffe bestimmen konnten. Um 00:28 Uhr wurden die ersten Torpedos auf die russischen Schiffe abgefeuert, die kurz darauf detonierten. Hektische Aktivität brach auf den russischen Schiffen und an Land aus. Russische Scheinwerfer beleuchteten das Vorfeld der russischen Schiffe und die Landbatterien eröffneten das Feuer. Die nachfolgenden japanischen Zerstörer hatte nun nicht mehr das Überraschungsmoment auf ihrer Seite und konnten ihre Torpedos nicht mehr gezielt abfeuern.
Obwohl nur drei der abgefeuerten 16 Torpedos ihr Ziel fanden, war der angerichtete Schaden nicht unerheblich. Das Linienschiff Zessarewitsch erhielt einen Treffer kurz hinter dem Magazin, bei dem der Steuerungsantrieb beschädigt wurde, und lief auf Grund. Das Linienschiff Retwisan erhielt einen Treffer vor dem vorderen Turm, der ein beträchtliches Loch riss. Dadurch lief eine Abteilung unter dem Panzerdeck voll Wasser und das Schiff sank auf Grund. Es konnte erst im Juni 1904 wieder einsatzbereit gemacht werden. Der geschützte Kreuzer Pallada erhielt mittschiffs einen Treffer, durch den Brände in den Kohlebunkern entstanden. Obwohl er auf Grund lief, konnte er einige Stunden später an der Abwehr des Artillerieangriffs der japanischen Flotte teilnehmen. Ende April 1904 war die Pallada wieder voll einsatzbereit.

## Tagesangriff am 9. Februar 1904

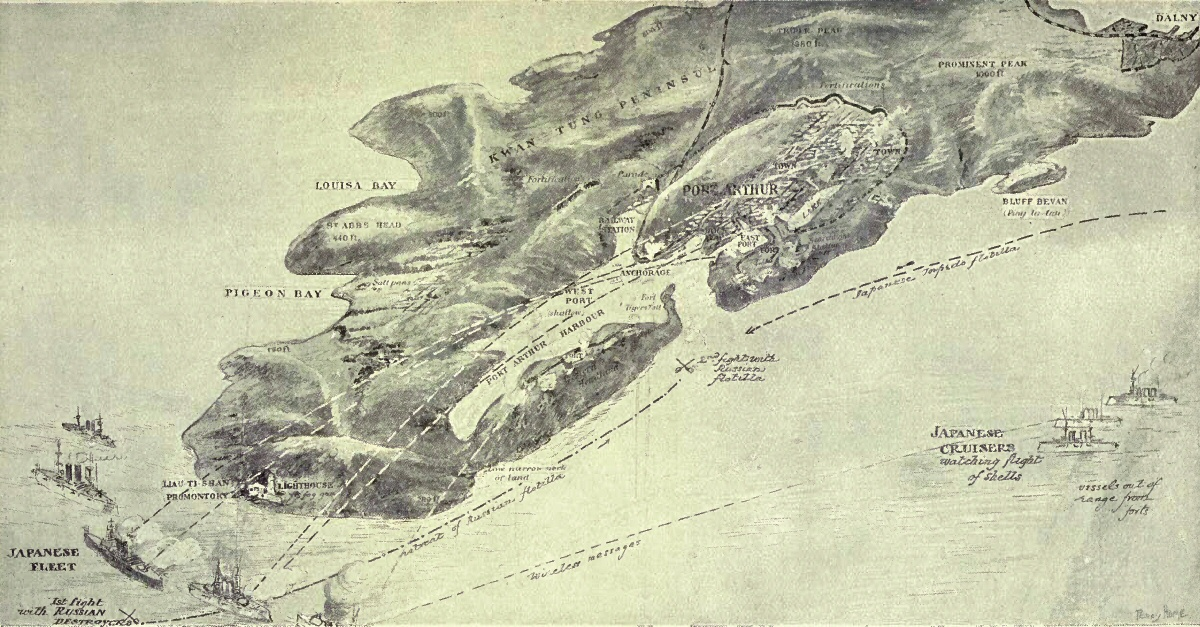
Das Bild veranschaulicht, wie die japanischen Schlachtschiffe (nicht maßstabsgetreu) von Februar bis März 1904 Port Arthur beschossen.

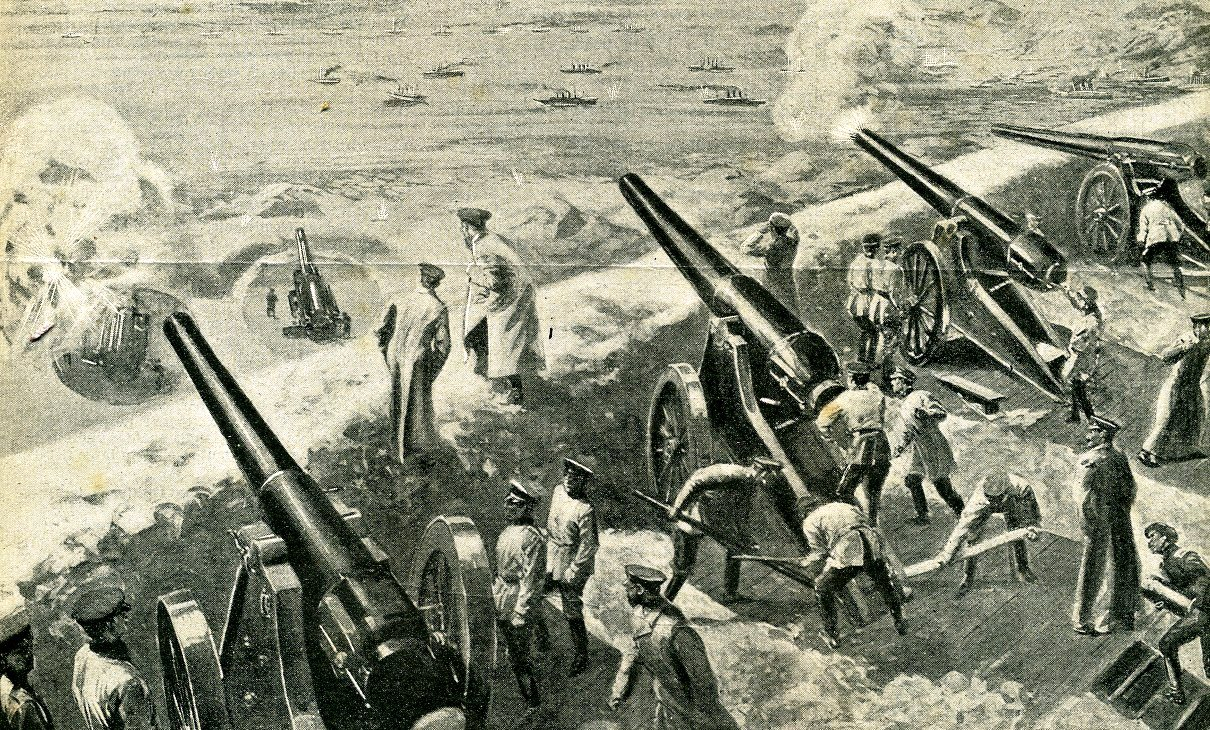
Russische Landbatterien beschießen die japanische Flotte.

Admiral Tōgō ließ um 8:00 Uhr am 9. Februar Admiral Dewa mit seinen 4 Kreuzern nach Port Arthur vorstoßen. Er sollte im Falle eines Angriffs die russische Flotte aus Port Arthur herauslocken und sich auf die Hauptstreitmacht der japanischen Flotte zurückziehen. Um 9:00 Uhr hatte sich Dewa bis auf 8.000 Meter an die russischen Schiffe genähert. Aus dieser Entfernung interpretierte er, dass die russischen Schiffe von dem nächtlichen Angriff schwer angeschlagen seien und trat bei einer Entfernung von 7.000 Metern zu den russischen Schiffen den Rückweg an, um Admiral Tōgō zu berichten. Wäre er näher herangefahren, hätte er bemerkt, dass die russische Flotte intakt war und sich zum Auslaufen bereit machte.
Bei der anschließenden Lagebesprechung zwischen Admiral Dewa und Admiral Tōgō drängte ersterer darauf, die russische Flotte erneut anzugreifen. Obwohl es nicht Tōgōs Plan gewesen war, mit seiner gesamten Flotte Port Arthur anzugreifen, stimmte ihn Dewas Bericht um.
Bei der Anfahrt auf Port Arthur sichtete die japanische Flotte zuerst den russischen Geschützten Kreuzer Bojarin, das auf Patrouillenfahrt war. Auf maximale Entfernung eröffnete die Bojarin das Feuer auf die Mikasa und machte kehrt, um die russische Flotte zu warnen. Um 11:00 Uhr eröffneten beide Flotten sowie die russischen Küstenbatterien das Feuer. Die Japaner konzentrierten ihre 30,5-cm-Geschütze auf die Küstenbatterien, während sie mit ihren 203-mm- und 152-mm-Geschützen die russischen Schiffe unter Feuer nahmen. Während am Anfang des Gefechtes die Treffergenauigkeit niedrig lag, wuchs sie auf beiden Seiten mit fortlaufender Dauer an. Dabei erhielt die Mikasa einen Treffer, der sieben Offiziere auf der Brücke verwundete. Das Geschützfeuer nahm nun an Intensität zu und die japanischen Schiffe vergrößerten die Distanz zwischen sich und den Russen. Der Geschützte Kreuzer Nowik näherte sich nun den japanischen Kreuzern bis auf 3.000 Meter und feuerte eine Torpedosalve ab. Alle Torpedos verfehlten ihre Ziele und im Gegenzug sah sich die Nowik schwerem Beschuss ausgesetzt. Nach einem Treffer unterhalb der Wasserlinie zog sie sich hastig zurück.
Tōgō befahl, den Angriff abzubrechen und sich zurückzuziehen. Das Gefecht hatte 40 Minuten gedauert.

## Verluste
Die Japaner hatten 90 Tote und Verwundete zu beklagen und keines ihrer Schiffe hatte ernsthafte Schäden erlitten. Die Russen hatten 150 Tote und Verwundete. Die Schiffe Bajan, Askold, Diana und Nowik waren beschädigt, wobei die Novik am schwersten getroffen worden war. Dennoch dauerte ihre Reparatur lediglich 10 Tage.

## Folgen
Obwohl bei der Schlacht keines der beteiligten Schiffe verloren gegangen war, hatten sich die Japaner vom Schlachtfeld zurückziehen müssen und damit eine taktische Niederlage erlitten. Dagegen hatten die Japaner mit dem Trockendock in Sasebo eine Möglichkeit, ihre Schiffe wieder vollständig zu reparieren. Den Russen dagegen standen in Port Arthur nur begrenzte Möglichkeiten zur Verfügung. Letztendlich wurde die russische Flotte durch die japanische Flotte in Port Arthur blockiert, obwohl es noch zu mehreren kleinen Gefechten kam.

## Film
- Port Arthur – Die Schlacht im Chinesischen Meer (Originaltitel: Nihonkai daikaisen). Spielfilm, Japan, 1969, 90 min. Regie: Seiji Maruyama.